# 石原英秀
石原 英秀（いしはら えいしゅう、1992年7月7日 - ）は、日本の俳優・タレントである。
三重県出身。日活芸術学院卒業。元NAC名古屋所属。スカウトで芸能界入りし、子役・キッズモデルとしてテレビドラマやCM、企業広告などに出演する。2010年、中京圏のローカル男性グループBOYS AND MENの前身プロジェクト「IKEMEN☆NAGOYA」に参加した。

## 出演

### テレビドラマ
- 定年ゴジラ（2000年2月 - 3月、NHK BS2）
- ドラマ30 バトル・ファミリー〜私、恋します〜（2001年11月 - 2002年1月、CBC）
- 中学生日記「子供vsこども」（2005年5月2日、NHK教育）
- ドラマ30 新キッズ・ウォー（2005年8月 - 9月、CBC） - 小野田卓 役
- 命の奇跡（2006年10月15日、CBC） - 吉川健太 役
- ドラマ30 こどもの事情（2007年7月 - 8月、CBC） - 佐藤光治 役
- さばドル 第3話・4話（2012年1月 - 2月、テレビ東京）

### 映画
- ふたりいろ （2012年）[5]

### 舞台
- アルジャーノンに花束を (2013年）[3]
- 友情〜秋桜のバラード〜（2014年）[6]
- オサエロ（2016年）[7]

### ラジオドラマ
- FMシアター「座る男」（2002年11月、NHK-FM）
- FMシアター「五十歳の旅立ち」（2006年11月、NHK-FM） - 山下幸治 役
- FMシアター「うそつきマーメイド」（2008年8月、NHK-FM）[8]
- FMシアター「ルカをよろしく」（2010年1月、NHK-FM）[9]
- 青春アドベンチャー「ほろびた国の旅」（2011年7月、NHK-FM）[10]
- 青春アドベンチャー「五つの夢」（2011年9月、NHK-FM）[10]

### CM
- ムラテ
- サマージャンボ
- ホテル花水木
- 長島温泉 湯あみ島
- 楽しいパソコン教室
- でんきの科学館
- 岐阜信用金庫
- 中部電力 川越電力館
- フジパングループ
- キッズランド
- アトムグループ

### その他
- 「ドラえもんのうた」カラオケビデオ
- 愛・地球博 開会式（2005年）
- 愛・地球博1周年記念 名古屋市イベント映像（2006年）